# Brutz
La Brutz [bʁy] est une petite rivière de 24,5 km coulant dans les deux départements de la Loire-Atlantique et d'Ille-et-Vilaine, dans les deux régions Bretagne et Pays de la Loire. Son cours, sur ses derniers kilomètres, sert de limite avec l'Ille-et-Vilaine, avant de se jeter dans le Semnon.

## Source et communes traversées

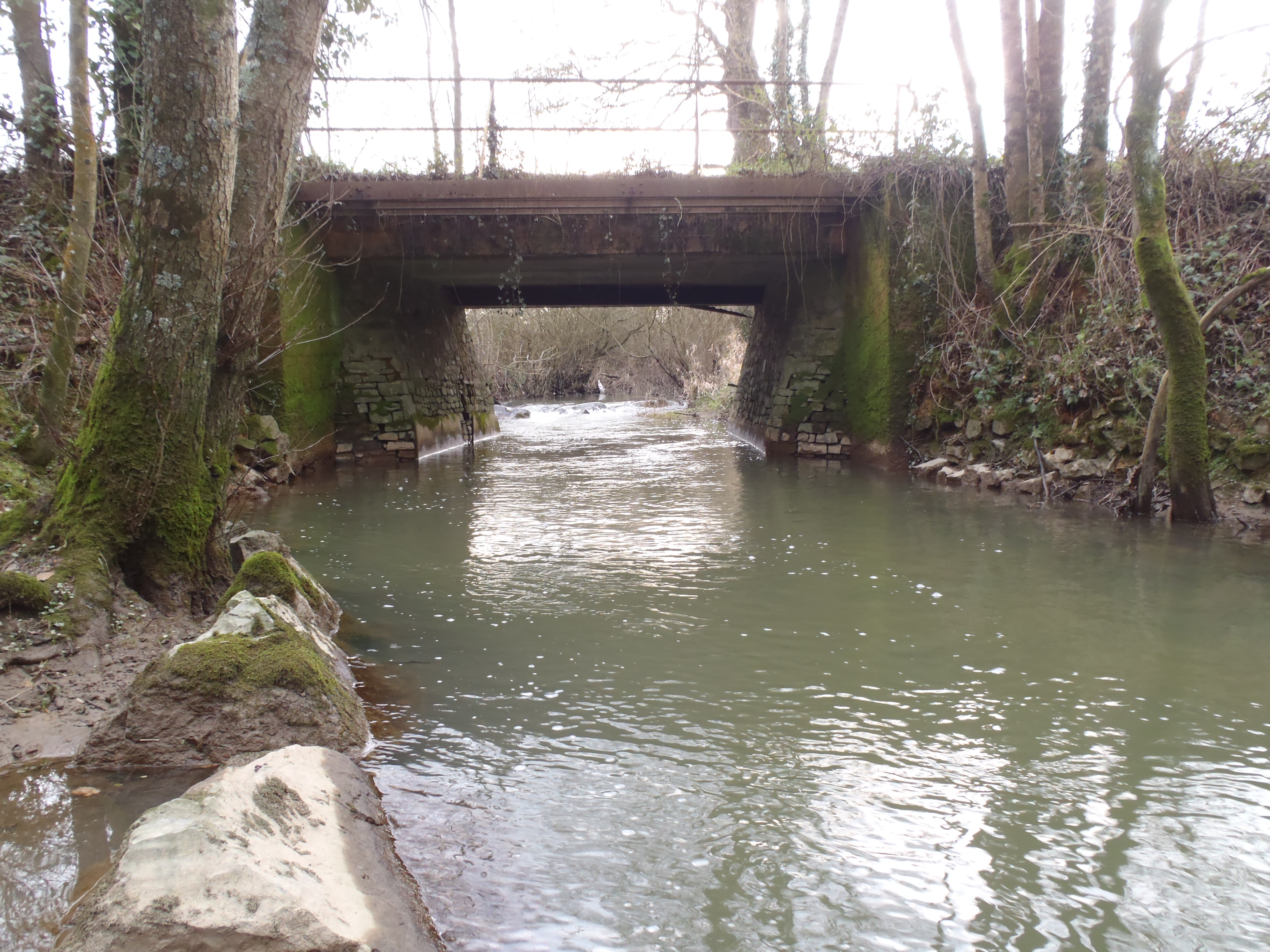
La Brutz à Rougé.

La Brutz prend sa source dans le département de la Loire-Atlantique à Villepot.
La rivière traverse ensuite Noyal-sur-Brutz, Fercé (limitrophe), Rougé, puis coule entre les communes de Soulvache et Teillay.